# Чхой Чун Ок
Чхой Чун Ок (кор. 최춘옥; род. 15 мая 1965, Пхёнтхэк, Кёнгидо) — южнокорейская хоккеистка на траве, полевой игрок. Серебряный призёр летних Олимпийских игр 1988 года, чемпион летних Азиатских игр 1986 года.

## Биография
Чхой Чун Ок родилась 15 мая 1965 года в южнокорейском городе Пхёнтхэк.
Училась в университете Кёнхи.
В 1986 году в составе женской сборной Южной Кореи по хоккею на траве завоевала золото летних Азиатских игр в Сеуле.
В 1988 году вошла в состав женской сборной Южной Кореи по хоккею на траве на летних Олимпийских играх в Сеуле и завоевала серебряную медаль. Играла в поле, провела 5 матчей, мячей не забивала.